# Spilimbergo
Spilimbergo – miejscowość i gmina we Włoszech, w regionie Friuli-Wenecja Julijska, w prowincji Pordenone.
Według danych na rok 2004 gminę zamieszkiwało 11 080 osób, 153,9 os./km².